# Seznam premiérů Srbska
Toto je seznam předsedů vlády Srbska od roku 1804 do současnosti.

## Srbský stát (1804–1918)
- Za povstvání
  - Jovan Protić (1805), v zastoupení
  - Mateja Nenadović (1805–1806)
  - Karađorđe Petrović (1806–1808)
  - Mladen Milovanović (1808–1809)
  - Jakov Nenadović (1809–1811)
  - Karađorđe Petrović (1811–1813)
- Srbské knížectví
  - Petar Nikolajević Moler (1815–1816)
  - Avram Petronijević (1818–1820)
  - Jevrem Obrenović (1821–1826)
  - Avram Petronijević (1826)
  - Miloje Todorović (1826)
  - Dimitrije Davidović (1826–1835)
  - Jakov Zivanović (1835–1836)
  - Koca Marković (1835–1836)
  - Stefan Stefanović Tenka (1836–1839), v zastoupení
  - Avram Petronijević (1839–1840)
  - Paun Janković (1840)
  - Đorđe Protić (1840–1842)
  - Avram Petronijević (1842–1843)
  - Aleksa Janković (1843)
  - Aleksa Simić (1843)
  - Aleksa Janković (1843), v zastoupení
  - Aleksa Simić (1843–1844)
  - Avram Petronijević (1844–1852)
  - Ilija Garašanin (1852–1853)
  - Aleksa Simić (1853–1855)
  - Aleksa Janković (1855–1856)
  - Stevan Marković (1856)
  - Aleksa Simić (1856–1857)
  - Stevan Marković (1857–1858)
  - Stevan Magazinović (1858–1859)
  - Cvetko Rajović (1859–1860)
  - Filip Hristić (1860–1861)
  - Ilija Garašanin (1861–1867)
  - Jovan Ristić (1867)
  - Nikola Hristić (1867–1868)
  - Đorđe Cenić (1868–1869)
  - Radivoje Milojković (1869–1872)
  - Milivoje Petrović Blaznavac (1872–1873)
  - Jovan Ristić (1873)
  - Jovan Marinović (1873–1874)
  - Aćim Čumić (1874–1875)
  - Danilo Stefanović (1875)
  - Stevča Mihailović (1875)
  - Ljubomir Kaljević (1875–1876)
  - Stevča Mihailović (1876–1878)
  - Jovan Ristić (1878–1880)
  - Milan Piroćanac (1880–1882)
- Srbské království
  - Milan Piroćanac (1882–1883)
  - Nikola Hristić (1883–1884)
  - Milutin Garašanin (1884–1887)
  - Jovan Ristić (1887)
  - Sava Grujić (1887–1888)
  - Nikola Hristić (1888–1889)
  - Kosta Protić (1889)
  - Sava Grujić (1889–1891)
  - Nikola Pašić (1891–1892)
  - Jovan Avakumović (1892–1893)
  - Lazar Dokić (1893)
  - Sava Grujić (1893–1894)
  - Đorđe Simić (1894)
  - Svetomir Nikolajević (1894)
  - Nikola Hristić (1894–1895)
  - Stojan Novaković (1895–1896)
  - Đorđe Simić (1896–1897)
  - Vladan Đorđević (1897–1900)
  - Aleksa Jovanović (1900–1901)
  - Mihailo Vujić (1901–1902)
  - Petar Velimirović (1902)
  - Dimitrije Cincar-Marković (1902–1903)
  - Jovan Avakumović (1903)
  - Sava Grujić (1903–1904)
  - Nikola Pašić (1904–1905)
  - Ljubomir Stojanović (1905–1906)
  - Sava Grujić (1906)
  - Nikola Pašić (1906–1908)
  - Petar Velimirović (1908–1909)
  - Stojan Novaković (1909)
  - Nikola Pašić (1909–1911)
  - Milovan Milovanović (1911–1912)
  - Marko Trifković (1912)
  - Nikola Pašić (1912–1918)

## Srbsko v Jugoslávii (1918–2006)
- Předsedové vlády (1945–1953)
  - Blagoje Nešković (1945–1948)
  - Petar Stambolić (1948–1953)
- Předsedové výkonného výboru (1953–1990)
  - Petar Stambolić (1953)
  - Jovan Veselinov (1953–1957)
  - Miloš Minić (1957–1962)
  - Slobodan Penezić Krcun (1962–1964)
  - Stevan Doronjski (1964), v zastoupení
  - Dragi Stamenković (1964–1967)
  - Đurica Jojkić (1967–1969)
  - Milenko Bojanić (1969–1974)
  - Dusan Čkrebić (1974–1978)
  - Ivan Stambolić (1978–1982)
  - Branislav Ikonić (1982–1986)
  - Desimir Jeftić (1986–1989)
  - Stanko Radmilović (1989–1991)
- Předsedové vlády (od 1991)
  - Dragutin Zelenović (1991)
  - Radovan Božović (1991–1993)
  - Nikola Šainović (1993–1994)
  - Mirko Marjanović (1994–2000)
  - Milomir Minić (2000–2001)
  - Nebojša Čović a Spasoje Krunić (2000–2001), spolupředsedové (kopredsednici) dočasně po Bělehradské demonstraci
  - Zoran Đinđić (2001–2003)
  - Nebojša Čović (2003), v zastoupení
  - Žarko Korać (2003), v zastoupení
  - Zoran Živković (2003–2004)
  - Vojislav Koštunica (2004–2008)

## Samostatné Srbsko (od 2006)
- Premiéři Srbska (od r. 2006)
  - Vojislav Koštunica (2004 – 2008)
  - Mirko Cvetković (2008 – 2012)
  - Ivica Dačić (2012 – 2014)
  - Aleksandar Vučić (2014 - 2017)
  - Ivica Dačić (2017), prozatímní
  - Ana Brnabićová (2017 - 2024)
  - Ivica Dačić (2024), prozatímní
  - Miloš Vučević (2024 - 2025)
  - Đuro Macut (2025)